# Vartofta revir
Vartofta revir var ett skogsförvaltningsområde inom Västra överjägmästardistriktet som omfattade av Skaraborgs län Vartofta, Frökinds och Kåkinds härader. Reviret, som var indelat i fyra bevakningstrakter, omfattade 1915 en areal av 13 456 hektar, varav fem kronoparker med en areal av 1 237 hektar (1915).